# Bruno Reinicke
Gottfried Heinrich Bruno Reinicke (* 25. August 1844 in Sangerhausen; † 30. März 1926 in Halle (Saale)) war ein deutscher Unternehmer und „Nestor des Hallischen Wirtschaftslebens“. Er war u. a. Gründer und Vorsitzender des Verbandes der Deutschen Malzfabriken.

## Leben und unternehmerisches Wirken
Reinicke wuchs in Sangerhausen auf und absolvierte auf den Franckeschen Stiftungen in Halle sein Abitur. In Landsberg gründete er die erste Malzfabrik in der Region. Danach baute er die später nach ihm benannte Malzfabrik Reinicke & Co. zu einer der größten deutschen Malzfabriken auf. Diese wurde 1881 von Reinicke zusammen mit einigen Kaufleuten und Landwirten in Halle an der Saale gegründet. Im Jahr 1925 war er dort noch persönlich haftender Gesellschafter.
Nach seinem Tod im Frühjahr 1926 erhielt Reinicke zahlreiche Nachrufe.

## Mandate
Reinicke gehörte zu den Honoratioren der Stadt Halle. Er war u. a.von 1884 bis 1924 Mitglied der dortigen Handelskammer. Im Dezember 1892 wurde er zum Handelsrichter am Landgericht Halle ernannt.
In seiner Funktion als Kammermitglied wurde er gewählt als stellvertretendes Mitglied des Bezirkseisenbahnrates zu Erfurt und zu Frankfurt am Main. Reinicke war auch Vorsitzender des Aufsichtsrats der Actien-Malzfabrik Landsberg sowie Aufsichtsrat der Zuckerraffinerie Halle. Außerdem war er seit 1895 bis zu seinem Tod Mitglied des Halleschen Bankvereins von Kulisch, Kaempf & Co. und fast zehn Jahre lang dessen Vorsitzender. Des Weiteren war er Gesellschafter in der Most GmbH. Reinicke war Gründer und Vorsitzender des Vereins sächsischer Malzfabrikanten und des Verbandes Deutscher Malzfabriken.
Reinicke war vor der Jahrhundertwende zum 20. Jahrhundert ordentliches Mitglied des Vereins für Erdkunde zu Halle A. S.

## Familie
Bruno Reinicke war verheiratet mit Elisbeth Reinicke, geborene Wölcke. Aus der Ehe gingen die Kinder Fritz, Getrud, Ella, Charlotte und Bruno jr. hervor. Fritz und Bruno jr. traten als persönlich haftende Gesellschafter in die vom Vater gegründete Malzfabrik ein. Bruno Reinicke jr. nahm bis 1945 mit seiner Familie seinen Wohnsitz auf dem Rittergut Jemmeritz.